# Midsommarkransen

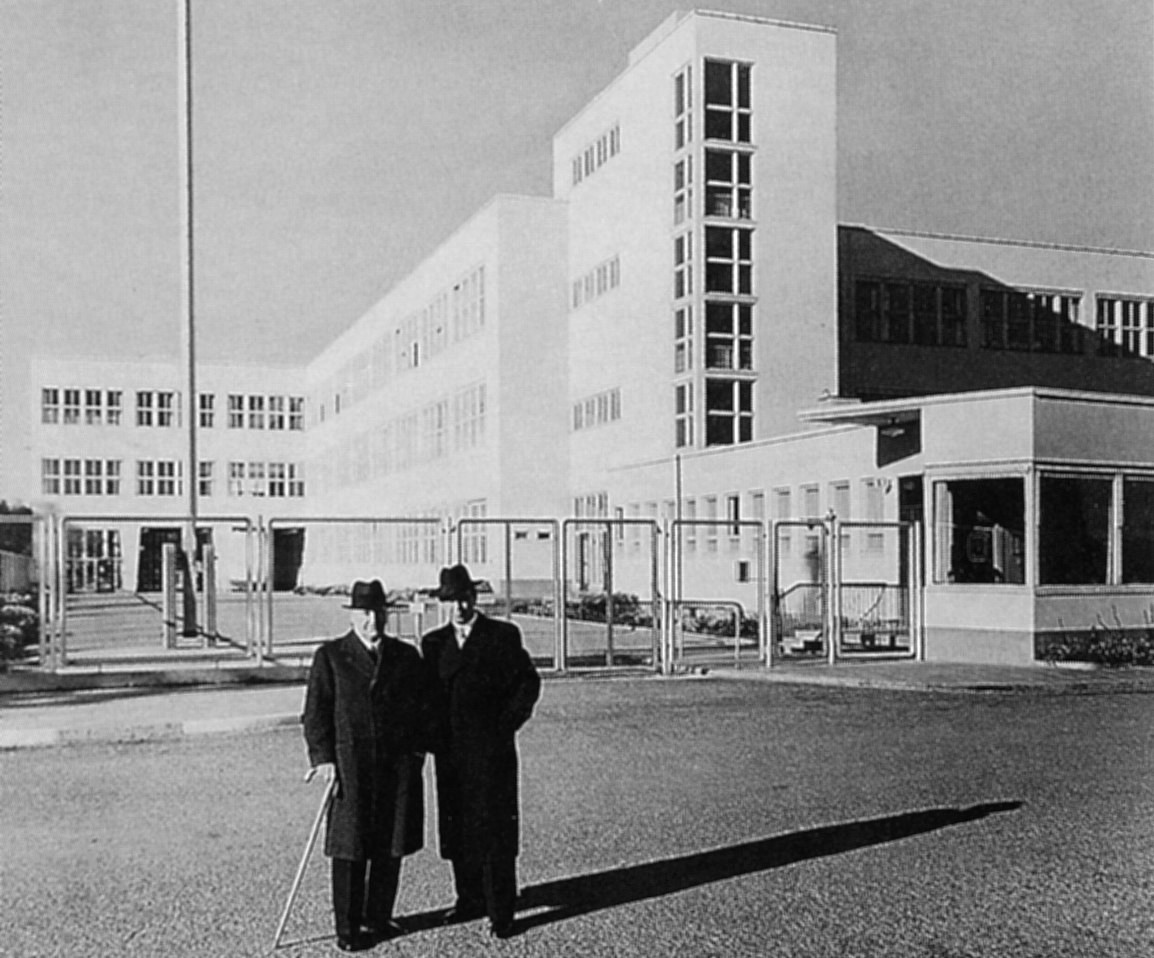
LM Ericssons fabrik, Telefonplan, arkitekt Ture Wennerholm (t.h.) och Hans Theobald Holm, VD för Ericsson, 1940-tal.

Midsommarkransen är en stadsdel i Söderort inom Stockholms kommun. Den ingår i Hägersten-Älvsjö stadsdelsområde. Stadsdelen gränsar till Aspudden, Liljeholmen, Västberga samt Hägerstensåsen. Stadsdelen bildades 1934. Midsommarkransen består mest av gulfärgade hus med röda tak.

## Historia
Midsommarkransen var ursprungligen namnet på en krog som hörde till Hägerstens gård. Den byggnad krogen låg i uppfördes 1775, och låg på nuvarande Nioörtsvägen 42. År 1901 såldes marken till AB Tellus som anlade ett tegelbruk på platsen med start 1905. Kring detta växte ett kåksamhälle upp. Leran i lertäkten sinade dock och bruket gick i konkurs. Konkursboet köptes av Nyborgs AB som ägdes av bland andra bankiren Olof Aschberg med syfte att på spekulation uppföra billiga hyreslägenheter utanför stadens trängsel. 

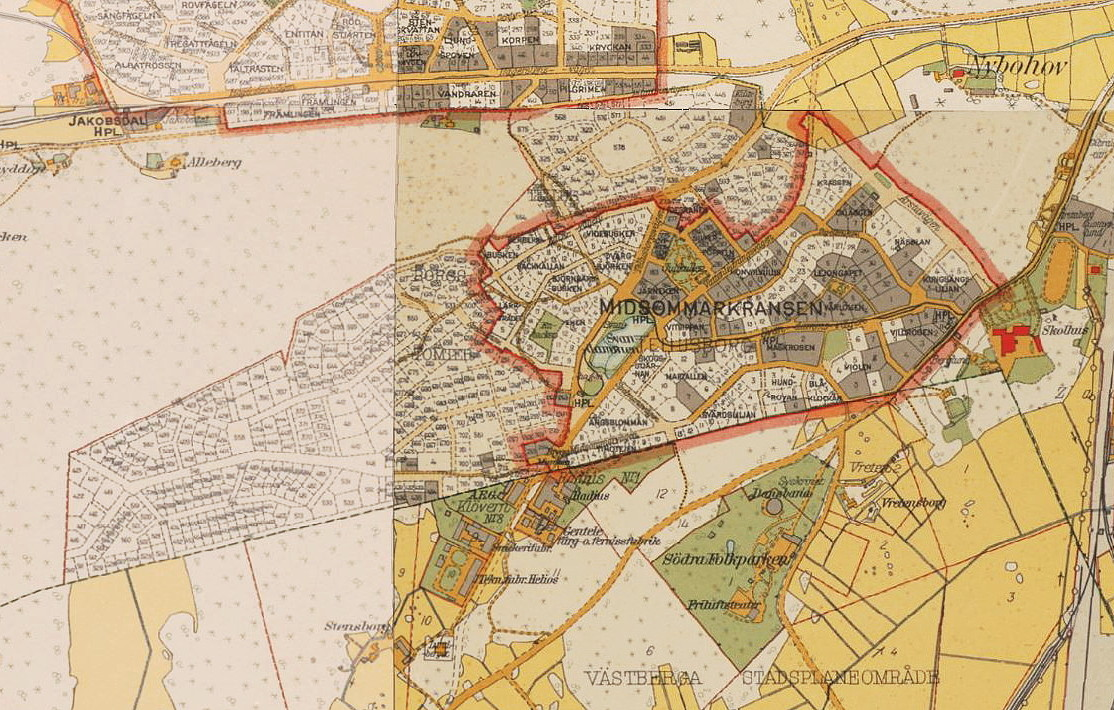
Midsommarkransen 1920-1930.

År 1913 inkorporerades Brännkyrka landskommun där Midsommarkransen ingick i Stockholms stad. Arkitekten Per Olof Hallman utarbetade 1907 en stadsplan med för honom typiska täta, slutna och oregelbundna kvarter. Den omfattade 30 kvarter med bostadshus med plats i mitten för kyrka och kommunalhus. I utkanten gjordes plats för villabebyggelse. Planen kom dock att ändras där exploateringsgraden ökades där antalet villor minskats till förmån för fler trevåningshus. 
År 1910 delades marken på respektive sida Vattenledningsvägen upp i två exploateringsområden. Det norra området döptes till Tellusborg efter bolagsnamnen Tellus och Nyborg, och här behölls mycket av den ursprungliga planen. Det södra området som fick heta Midsommarkransen startade AB Förstaden Midsommarkransen försäljning av villatomter. I oktober 1908 uppfördes de första flerfamiljshusen i Tellusborg, de flesta med små lägenheter tänkta för arbetarfamiljer med för tiden god standard med rinnande vatten och wc. 
I marknadsföringen för den nya förorten framhävdes dess närhet till stan och Liljeholmsbron som "endast 15 min promenad till stan". Någon järnväg fanns inte i närheten. De dåliga kollektiva förbindelserna förblev ett problem 1911 då spårvagnsförbindelse drogs genom AB Södra Förstadsbanan, där bland andra Nyborgs AB var intressent. Anläggningen såldes 1920 till AB Stockholms Spårvägar, och 1964 ersattes av tunnelbana. År 1921 bildades idrottsklubben Tellus. Klubben har bandy-, fotboll- och handbollssektioner.
I Midsommarkransen ligger den gamla biografen Tellus och Svandammsplan. Midsommarkransens skola, uppförd 1915, efter ritningar av arkitekt Georg A Nilsson, innehåller numera kontors- och lagerlokaler och Frälsningsarmén har natthärbärge i en del av skolan. Midsommarkransen är känd för de många affärerna med konsthantverk. Vid Fastlagsvägen finns konstverket Månhästar av Camilla Bergman-Skoglund, uppfört 1993. Kjell Johanssons böcker Vinna hela världen och Huset vid Flon utspelar sig i Midsommarkransen.

### Bilder på den äldre bebyggelsen

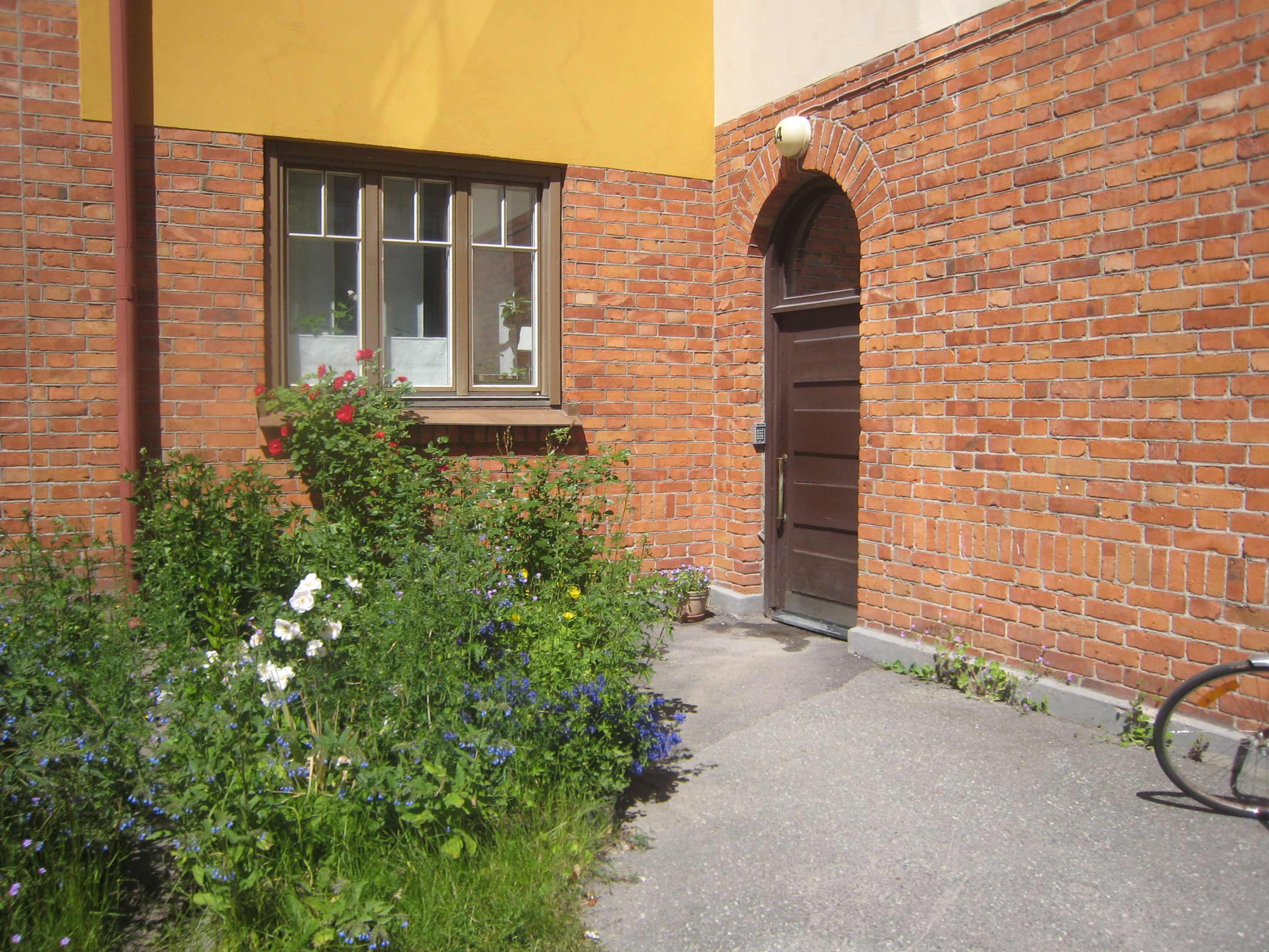
Entré i nationalromantisk stil på Tegelbruksvägen.
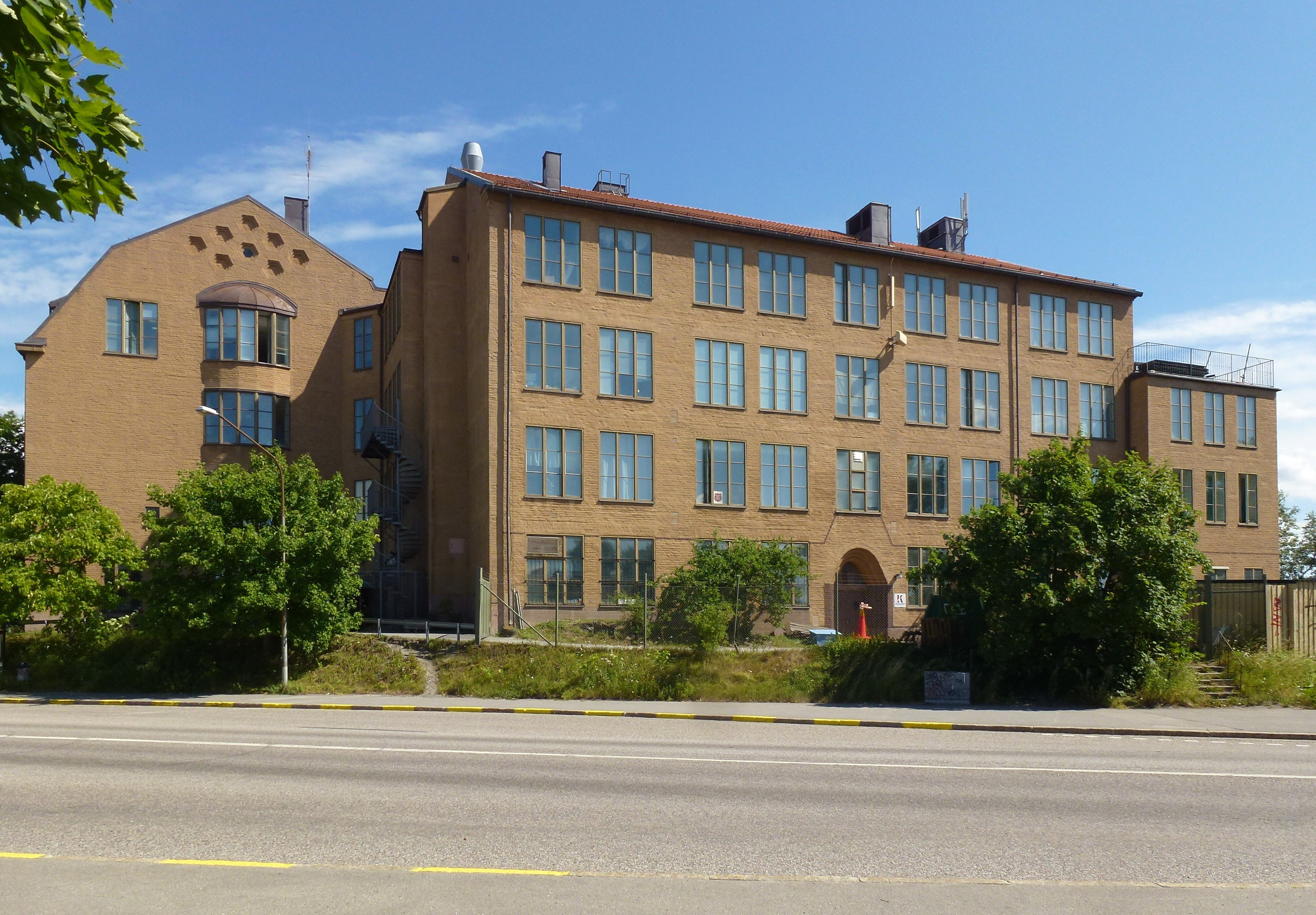
Midsommarkransens skola.
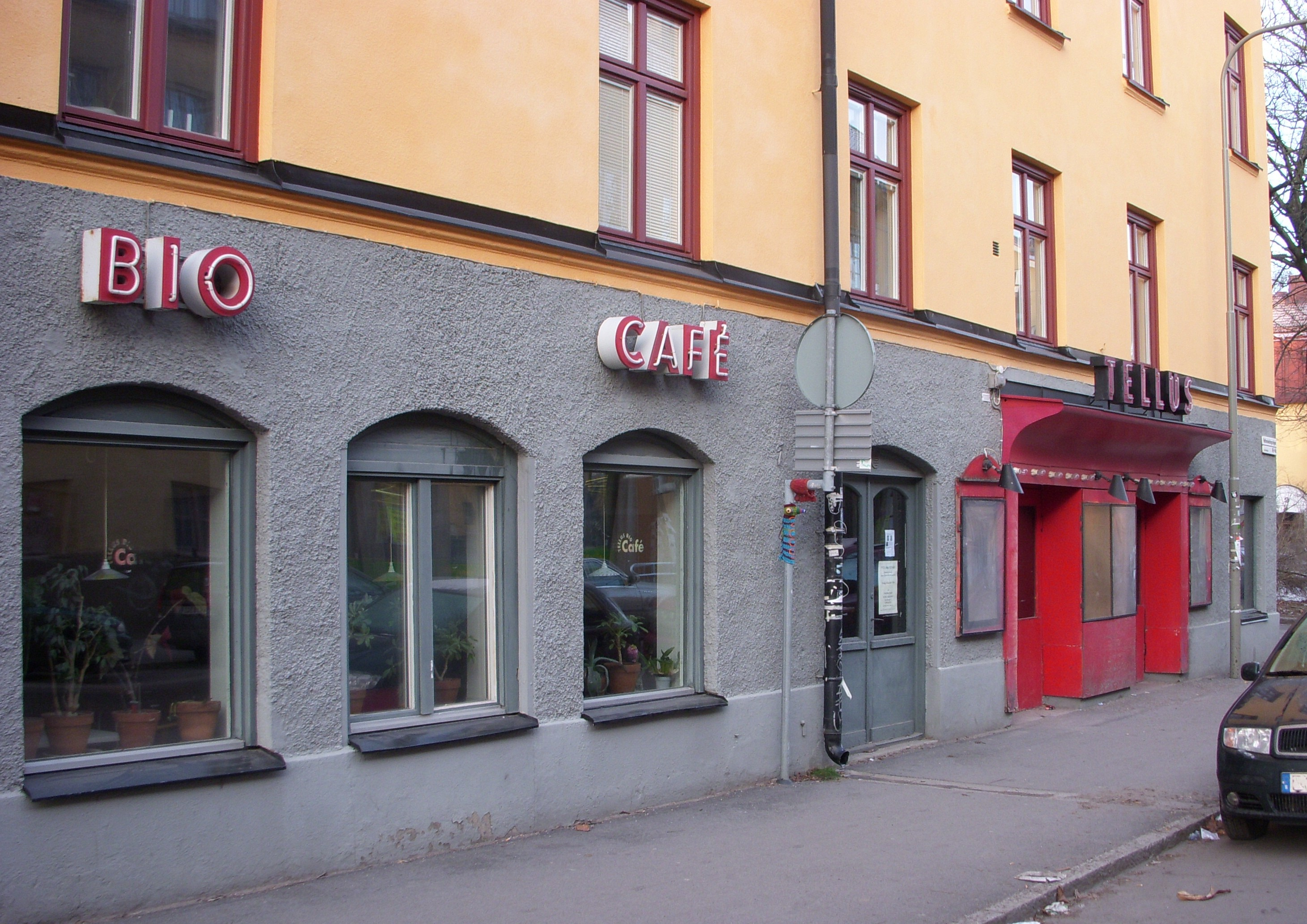
Biografen Tellus.
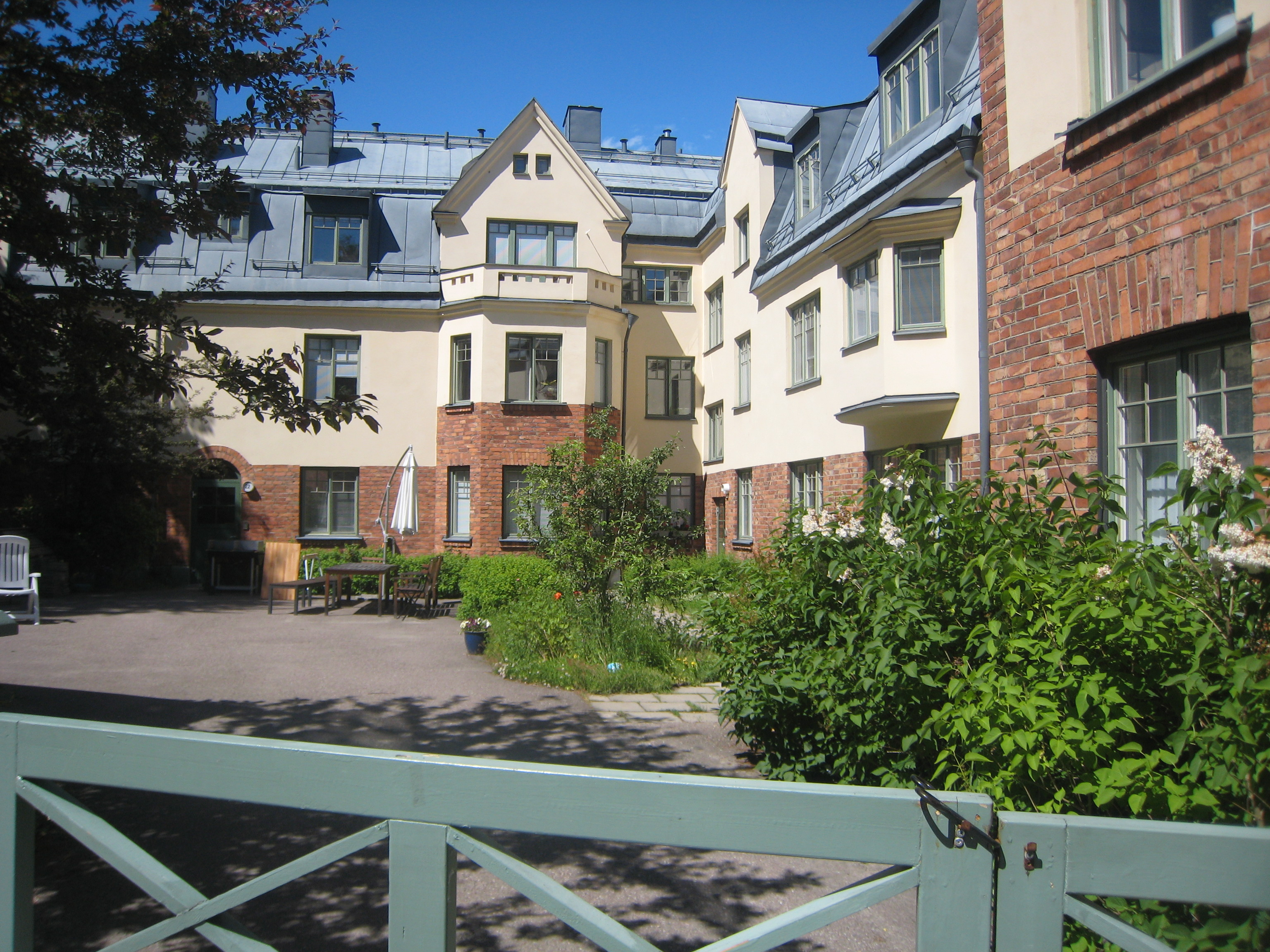
Öppen gård mot Tegelbruksvägen.

## Intressanta byggnader och områden
- LM Ericssons fabrik
- Telefonplan
- LM-staden
- Midsommargården
- Midsommarkransens skola
- Kransbindarvägens radhus

## Kyrkor
Utöver Uppenbarelsekyrkan, finns Jungfru Maria och Sankt Paulus kyrka och på Svandammsvägen 28 ligger Den Nyapostoliska kyrkan.

## Tunnelbanestationerna

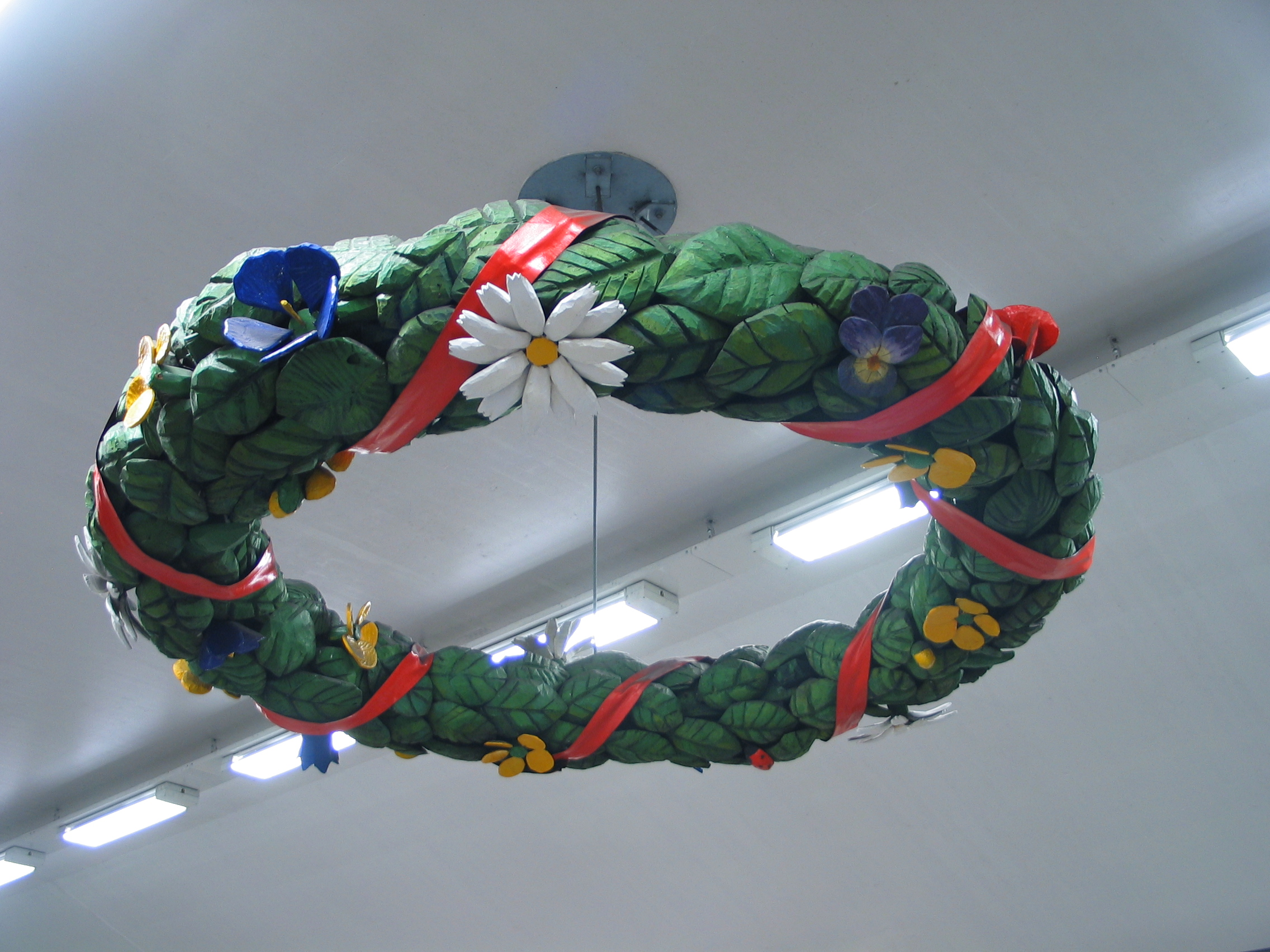
Midsommarkransen-stationens tak.

Midsommarkransen har två tunnelbanestationer inom Stockholms tunnelbana. Stationerna trafikeras av T-bana 2 (röda linjen) och heter Midsommarkransen respektive Telefonplan. Stationen Midsommarkransen ligger i bergrum, ca. 17 meter under marken, mellan Svandammsvägen och Övre Bergsvägen. Entré finns via gångpassage från Svandammsvägen och Tegelbruksvägen. Stationen invigdes den 5 april 1964 som den 54:e stationen. Avståndet till station Slussen är 4,6 kilometer. Den konstnärliga utsmyckningen består av en midsommarkrans av trä hänger i taket, tillverkad 1979 av lokalbefolkningen. Dessutom finns konstverket Blommor till Midsommarkransen av Lisbet Lindholm från 1990.
Stationen Telefonplan invigdes den 5 april 1964. Den har en plattform utomhus i en bergsskärning med entré från Mikrofonvägen/Telefonplan. I anslutning till stationen finns en mindre bussterminal. Avståndet till station Slussen är 5,4 kilometer. Konstnärlig utsmyckning; keramisk väggdekor av Bo Samuelsson, 1997. Dekoren består bland annat av ordet "Telefonplan" i morsekod, något som inspirerats av områdets anknytning till telekommunikation.

## Demografi
År 2022 hade stadsdelen 11 917 invånare, varav 17,7 procent är utrikes födda och cirka 23,4 procent med utländsk bakgrund.